# Rejmyre
Rejmyre es una localidad en el municipio Finspång en Östergötlands län, Suecia.

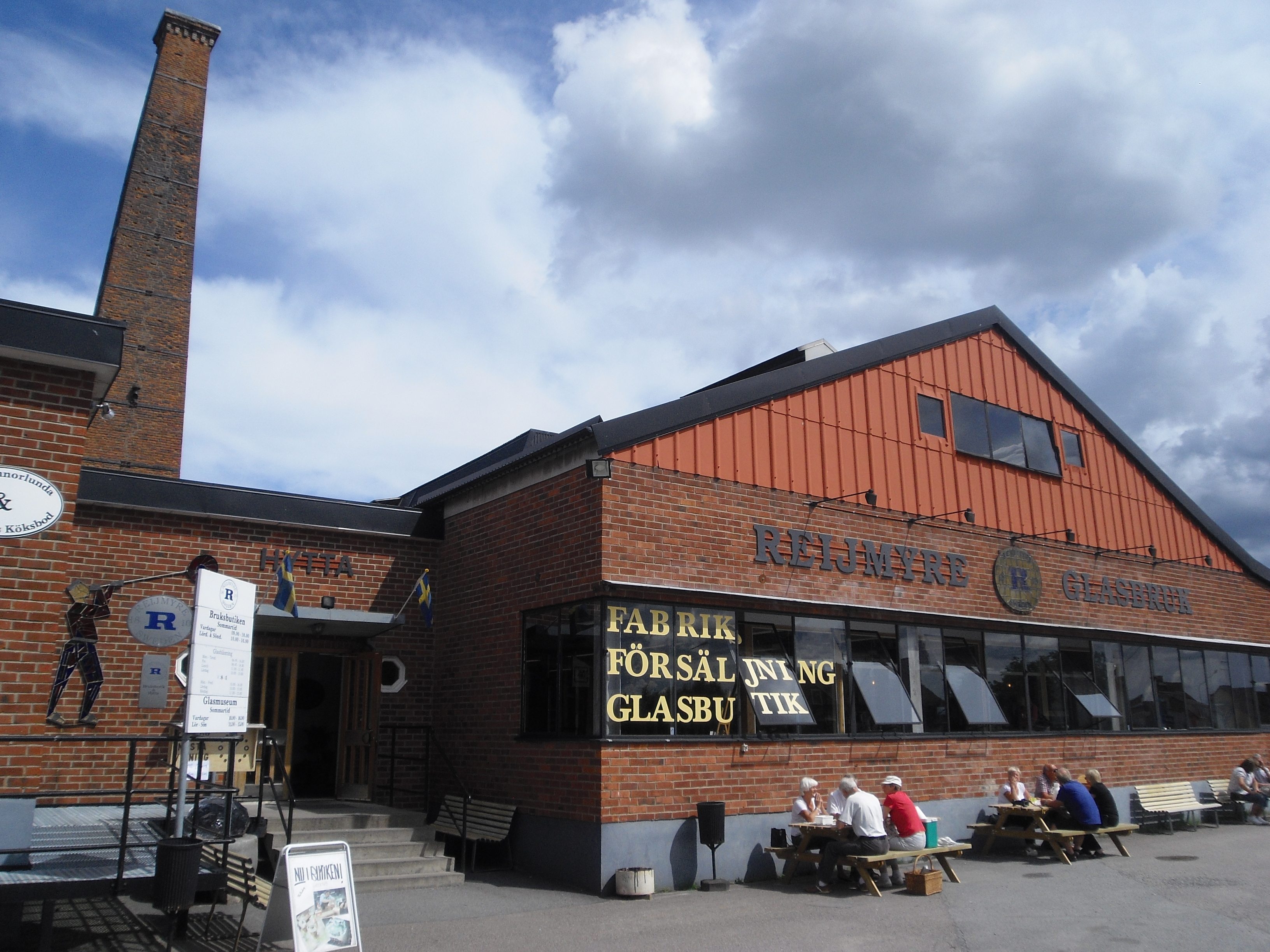
La Cristalería de Rejmyre (Reijmyre glasbruk)

## Historia
En 1385 el nombre de la localidad fue Reghinmyra. Está año los dueños de la localidad fue el Monasterio de Askeby pero fue vendió a Bo Jonsson (Grip), el dueño nuevo.
Rejmyre se llamado Regnmyra hasta casi 1800. En 1810 la Cristalería de Rejmyre (Reijmyre glasbruk) y la Iglesia de Rejmyre fue construyó.